# Гридін Микола Степанович
Микола Степанович Гридін (18 грудня 1905, село Іванино Курської губернії, тепер робітниче селище Курчатовського району, Курської області, Російська Федерація — 15 квітня 2004, місто Москва, Російська Федерація) — радянський державний діяч, секретар ЦК КП(б) Литви, голова Ради народного господарства Томського економічного адміністративного району. Член Бюро ЦК КП(б) Литви з 9 лютого 1941 до 1945 року. Депутат Верховної ради РРФСР 2-го та 5-го скликань.

## Життєпис
Народився в селянській родині. Трудову діяльність розпочав у сільському господарстві.
З 1922 до 1927 року працював на Московсько-Воронезькій залізниці.
Член ВКП(б) з 1927 року.
У 1932 році закінчив робітничий факультет.
У 1932—1939 роках — секретар партійного комітету ВКП(б) на одній із будівельних дільниць у Московській області.
З 1939 до лютого 1941 року працював в апараті ЦК ВКП(б) у Москві.
9 лютого 1941 — 30 грудня 1944 року — секретар ЦК КП(б) Литви із кадрів. Під час німецько-радянської війни перебував в евакуації.
30 грудня 1944 — 1945 року — 3-й секретар ЦК КП(б) Литви.
У 1946—1950 роках — 2-й секретар Архангельського обласного комітету ВКП(б).
У 1952—1957 роках — заступник міністра лісової промисловості СРСР із кадрів.
29 травня 1957 — 25 грудня 1962 року — голова Ради народного господарства Томського економічного адміністративного району.
У 1965—1972 роках — заступник міністра лісової промисловості СРСР із кадрів.
Потім — на пенсії в Москві.
15 квітня 2004 року помер у Москві.

## Нагороди та відзнаки
- орден Леніна
- орден Вітчизняної війни ІІ ст.
- орден Трудового Червоного Прапора
- орден «Знак Пошани»
- медаль «За доблесну працю. В ознаменування 100-річчя з дня народження Володимира Ілліча Леніна» (1970)
- медалі